# شارلوت كايت
شارلوت كايت (بالإنجليزية: Charlotte Kight)‏ هي لاعبة كرة الشبكة نيوزيلندية، ولدت في 8 يونيو 1988 في Dannevirke ‏ في نيوزيلندا.